# Veit Bach
Veit Bach (ur. ok. 1550, zm. 8 marca 1619 w Wechmar) – założyciel niemieckiej rodziny muzycznej Bachów.
Urodził się prawdopodobnie koło Bratysławy (niem. Pressburg). Z zawodu był młynarzem. W następstwie wojny szmalkaldzkiej musiał opuścić Węgry, stanowiące wówczas razem ze Słowacją część Austrii. Przed kontrreformacją z kolei schronił się w Günthersleben-Wechmar, gdzie pracował jako młynarz, a według zapisków Johanna Sebastiana Bacha (Ursprung der musicalisch-Bachischen Familie, 1735) grywał w wolnych chwilach na instrumencie Cythringen, zbliżonym do gitary barokowej.
Veit Bach miał brata Caspara Bacha (ok. 1570–1642), który był trębaczem miejskim w Gocie i Arnstadt, oraz dwóch synów: starszego Johannesa Bacha (ok. 1580–1626), który był muzykantem i wytwórcą dywanów w Günthersleben-Wechmar, i młodszego Philippusa „Lipsa” Bacha (1590–1626).